# Tom Rice
Hugh Thompson Rice, detto Tom (Charleston, 4 agosto 1957), è un politico statunitense, membro della Camera dei Rappresentanti per lo stato della Carolina del Sud dal 2013 al 2023.
Repubblicano conservatore, Rice è stato eletto per la prima volta nel 2012 e rieletto nel 2014 sconfiggendo la candidata democratica Gloria Bromell Tinubu in una rivincita delle elezioni del 2012.
Rice è stato uno dei dieci repubblicani a votare per mettere sotto accusa Donald Trump nel secondo impeachment di Trump.  Nel gennaio 2021, il Partito Repubblicano della Carolina del Sud lo ha censurato per aver votato per l'impeachment. Nel 2022, Trump ha approvato l'avversario principale di Rice per il suo seggio. Rice ha perso la nomina repubblicana alle primarie del 14 giugno contro il rappresentante dello stato della Carolina del Sud Russell Fry, ottenendo meno del 25% dei voti.

## Biografia
Nato a Charleston nella Carolina del Sud, Rice aveva quattro anni quando i suoi genitori divorziarono e sua madre, un'insegnante, portò lui e suo fratello Clay a Myrtle Beach. Il primo lavoro di Rice è stato  quello di aiuto cameriere quando aveva 12 anni, è stato in vari modi cuoco nel turno di notte, fattorino di negozi di alimentari e direttore di un campo da minigolf mentre era ancora al liceo. Rice aveva 16 anni quando suo padre morì.
Rice ricevette una borsa di studio alla Duke University ma si iscrisse all'Università della Carolina del Sud, dove ottenne nel 1979 un diploma in contabilità e si laure  in giurisprudenza nel 1982. In seguito Rice ha lavorato presso la società di contabilità/consulenza di Deloitte & Touche a Charlotte, dove ha conseguito il certificato CPA. Nel 1985 è tornato a Myrtle Beach per esercitare la professione legale con lo studio legale Van Osdell, quindi ha fondato il proprio studio, Rice & MacDonald, nel 1997. È stato eletto presidente dell'Horry County Council nel 2010, fino a quando non ha si è dimesso dalla carica il 31 dicembre 2012, per prendere posto al Congresso.
Entrato in politica con il Partito Repubblicano, nel 2012 si candidò alla Camera dei Rappresentanti per un seggio di nuova creazione; dopo aver vinto le primarie battendo il vicegovernatore André Bauer, riuscì a sconfiggere anche l'avversaria democratica e divenne deputato, per poi essere riconfermato nelle successive elezioni.
Ricandidatosi per la rielezione nel 2022 ha perso le primarie del partito repubblicano contro Russell Fry. Così è costretto ad abbandonare il seggio dopo 10 anni di servizio.